# Silenus
Silenus (Oudgrieks Σειληνός / Seilênós of Σιληνός / Silênós) was de trouwe metgezel en leermeester van Dionysos.

## Afkomst en wezen
Hij werd beschouwd als een zoon van Gaia, Hermes of Pan en een nymph. Men meende dat hij, net zoals zijn leerling Dionysos, was geboren in Nysa. Pausanias begreep uit Pindaros' verzen dat hij werd opgevoed aan kaap Malea.
Silenus wordt meestal de oudste van de Satyrs genoemd, en alle oudere Satyrs dragen ook de naam van Seilenen. Toch is er nog een ander verschil tussen deze twee soorten van wezens. De Seilenen zijn namelijk in de Griekse mythologie overgenomen uit de Lydische en Phrygische Dionysosdienst. Terwijl de Griekse Seilenos een koddige en wulpse figuur is, heeft in de Klein-Aziatische eredienst oorspronkelijk een diepere betekenis aan zijn wezen ten grondslag gelegen. Naast zijn lagere natuur was er tevens iets verhevens, iets profetisch in hem, dat de oorzaak was van de eerbied, waarmee hij dikwijls werd genoemd en van de bewondering, waarmee de besten van de Grieken soms wisten te spreken van de grote gaven, die de Seilenen bezaten.
Doch die meer ernstige zijde van het wezen van Silenus trad in het volksgeloof geheel en al op de achtergrond. Dit stelde hem steeds voor als een man, die reeds begint oud te worden, met een stompe neus en een kale kop, en bovendien met een zo dikke buik, dat alleen daarom reeds het gaan hem moeilijk valt. Er is echter meer dan een reden, waarom hij steeds steun nodig heeft van Satyrs en altijd op een ezel rijdt. Hij heeft immers een onmatige hartstocht voor de wijn en is daardoor steeds in een halfdronken toestand. Maar behalve van de wijn houdt hij ook veel van de muziek evenals de Satyrs.

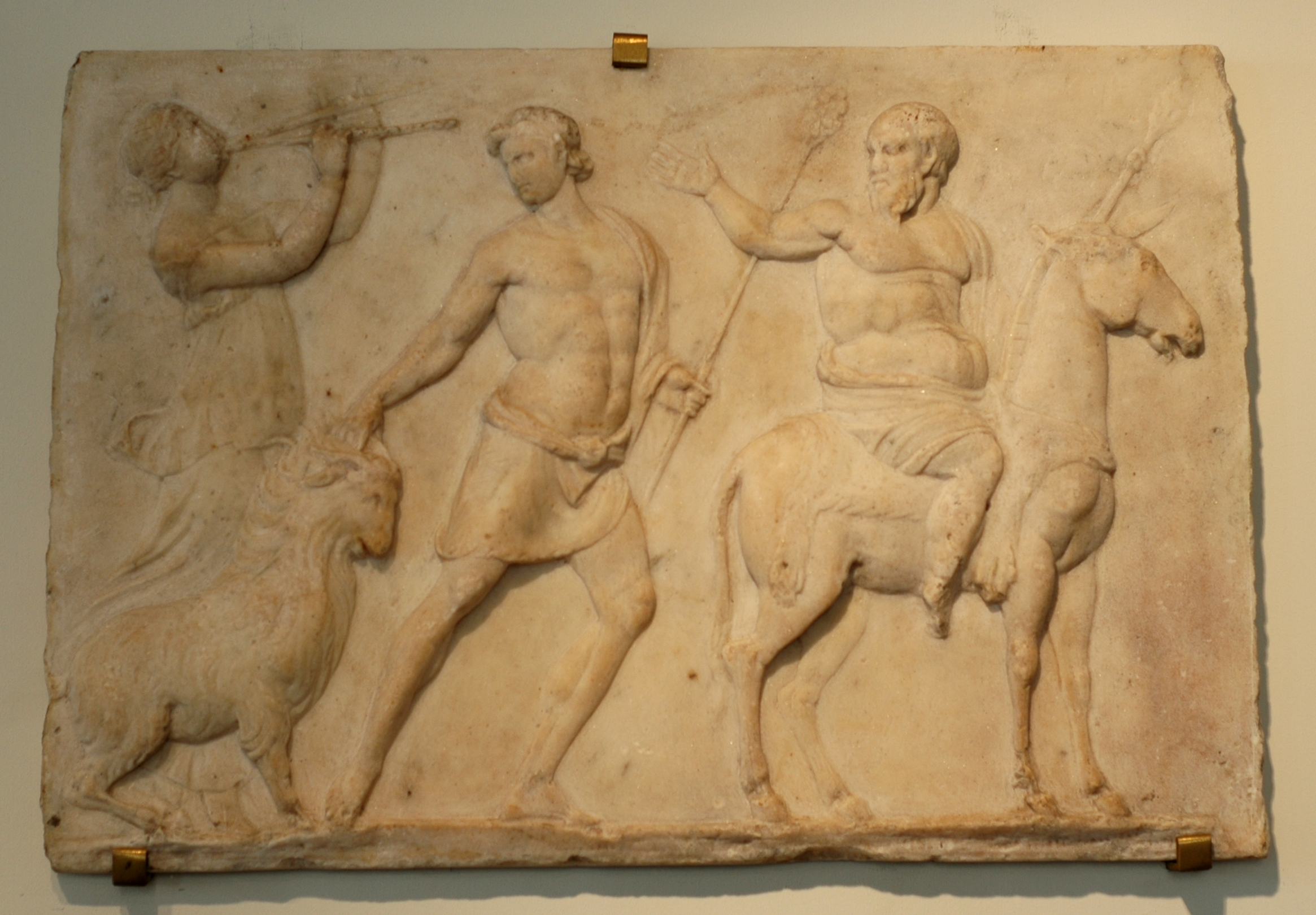
Silenus gezeten op zijn ezel (Romeins bas-reliëf, late 1e eeuw, Cabinet des Médailles, Parijs).

Marsyas, die samen met Silenus en Olympos voor de uitvinder en de verspreider van het fluitspel werd gehouden, wordt uitdrukkelijk een van de Seilenen genoemd. Silenus stond tevens bekend als danser en een bepaalde dans werd dan ook naar hem vernoemd. Ook gaat hij gaarne om met de Naiaden, en dikwijls is er sprake van de minnarijen, die ook de Seilenen met de Nymphen plachten aan te knopen. In de tocht, die Dionysos door de wereld onderneemt, mocht in zijn stoet, in de thiasos, de op zijn ezel gezeten Silenus nooit ontbreken. Toen echter Dionysos de stichter van de mysteriën was geworden, trad ook in Griekenland zijn meer ernstige betekenis weer meer op de voorgrond. Aan de ene kant begon men toen in hem een daimon van de vruchtbaarheid te zien, die zorg droeg voor het groeien en rijpen van de vruchten, zoals hij de jeugdige Dionysos had verzorgd en opgevoed. Maar anderzijds kreeg hij ook nog een hogere betekenis: men zag in hem, de leermeester van Dionysos, de bron van alle wijsheid, die in de mysteriën werd geleerd, een wijze in de ware zin van het woord, die het ijdele en dwaze streven, waarmee de meeste mensen hun leven doorbrengen met spot en minachting bejegent. Bij de Griekse wijsgeren stond hij daarom in hoog aanzien.
Onder de mythen, die op hem betrekking hebben komt ook deze voor, dat hij zou hebben deelgenomen aan de Gigantomachie, waarbij hij Enkelados zou hebben verslagen, en dat het gebalk van zijn ezel veel zou hebben bijgedragen om de Giganten te verschrikken en op de vlucht te jagen. In nauw verband brengt de mythe hem ook tot koning Midas, die zelf dikwijls onder de Seilenen wordt genoemd. Silenus werd door diens dienaars gevangen toen hij te veel gedronken had uit een bron, waarvan het water in wijn was veranderd. Tot de koning gebracht, werd hij door deze op de meest gastvrije wijze onthaald.
Silenus schijnt in Griekenland weinig echte godsdienstige verering te hebben genoten. In Elis had hij op de agora (markt) een eigen tempel waarin zijn beeld stond, waaraan Methe (een personificatie van de dronkenschap) een beker met wijn toereikte, Zijn attributen zijn een leren zak, waarin hij wijn kon meenemen, en waarvan hij nooit scheidde, verder een thyrsosstaf, een krans van klimop en een kantharos (wijnbeker).
Tussen de Seilenen, wezens van dezelfde soort als Silenus, die hun oudere makker omgaven en hem als het ware als hun hoofd erkenden, en de Satyrs schijnt ook nog dit onderscheid te hebben bestaan, dat de Satyrs meer daimonen van de bergen en bossen waren, terwijl de Seilenen meer in betrekking stonden tot al het stromend en uit de aarde opborrelend water.

## Trivia

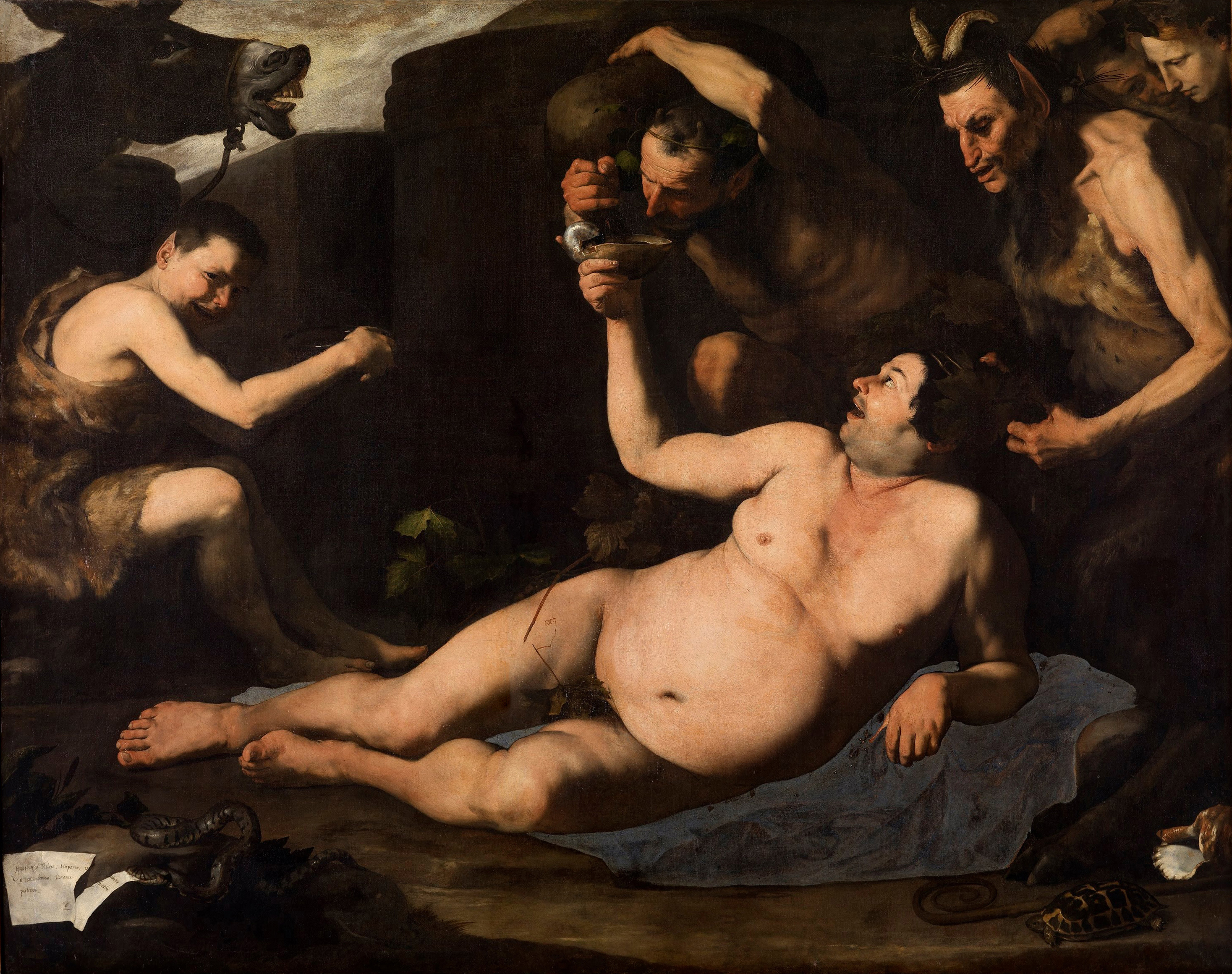
Dronken Silenus - José de Ribera

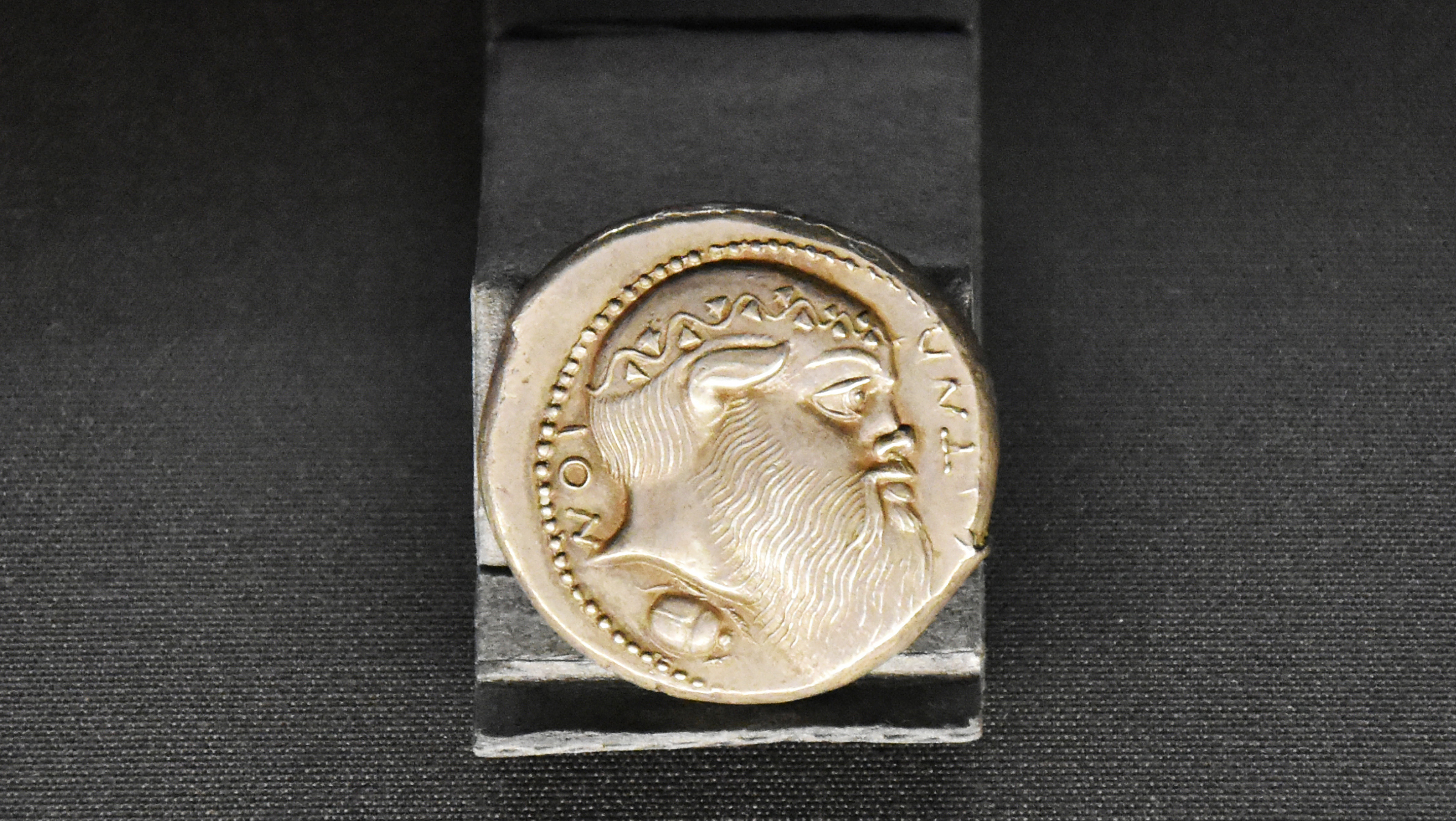
De tetradrachme van Aitna

- In Euripides' toneelstuk Cycloop strandt Silenus met een aantal saters in Sicilië waar ze tot slaaf gemaakt worden door de Cyclopen. In dit toneelstuk, dat gebaseerd is op Homerus' Odyssee, zitten komische elementen. In dit stuk noemt Silenus de saters zijn kinderen.
- Op de beroemde tetradrachme van Aitna, de slechts voor korte tijd bestaande voorganger van Catana, die nu wordt bewaard in het Penningkabinet van de Koninklijke Bibliotheek van België, die de "Mona Lisa van de numismatiek" is gedoopt, staat Silenos afgebeeld.
- Wilhelm Busch schreef een strip waarin Silenus geplaagd werd door Amor, waarna Silenus hem strafte door hem zijn vleugels uit te trekken.
- Sinds 2003 is er in Maastricht een onafhankelijk studentenheerendispuut dat de naam Silenus draagt, OHD Silenus te Maastricht.